# 霍伊瑟梅伦
霍伊瑟梅伦（荷蘭語：Gooise Meren，意为“霍伊地区的湖”）是荷兰北荷兰省的一个市镇。该市镇有大约56,000居民，面积约77 km2（30 sq mi）。 
霍伊瑟梅伦成立于2016年，由前市镇比瑟姆、默伊登和纳尔登合并而成。该市镇的东部（纳尔登区）和南部（比瑟姆区）位于霍伊地区（Gooi），西部（默伊登区）位于费赫特斯特雷克地区（Vechtstreek，意为“费赫特河地区”）。 

## 外部連結
- （荷兰文） Official website Gooise Meren （页面存档备份，存于）